# شوح كبير
التنوب الكبير أو التنوب الباسق نوع نباتي شجري ينتمي إلى جنس التنوب من الفصيلة الصنوبرية.

## الانتشار
موطنه مناطق شمال غرب الولايات المتحدة من شمال كاليفورنيا إلى كولومبيا البريطانية مرورًا بأوريغون وواشنطن.